# Liste de voies de Liège

Plaque de rue liégeoise.

Cette liste de voies de Liège est un recensement non exhaustif des odonymes (nom de voiries et places) de la ville de Liège en Belgique.
Les odonymes indiqués en italique sont des graphies alternatives.
On notera que l'ordre des éléments du nom français de certaines de ces rues reflète son origine germanique ou wallonne : ainsi, dans Féronstrée, le déterminant féron précède le déterminé strée , élément que l'on peut rapprocher de straat ou Strasse ("rue" en néerlandais et allemand respectivement). De même, Potiérue, Bergerue, Jonruelle…
- Haut – A
- B
- C
- D
- E
- F
- G
- H
- I
- J
- K
- L
- M
- N
- O
- P
- Q
- R
- S
- T
- U
- V
- W
- X
- Y
- Z
- 0-9

## Statistiques
Sur les 1 826 voies que compte la ville de Liège, 253 portent des noms d'hommes et 11 des noms de femmes.

## A
- Rue de l'Abattoir
- Rue des  Abeilles
- Rue Louis Abry
- Rue des Acacias
- Rue de l'Académie
- Rue Agimont
- Rue de l'Agneau
- Pont-levant des Aguesses
- Rue des Airs
- Rue de l'Aîte
- Avenue d'Aix-la-Chapelle
- Esplanade Albert 1er
- Rue d'Amay
- Rue Ambiorix
- Rue de l'Amblève
- Rue d'Amercœur
- Chemin des Amphithéâtres
- Rue Ansiaux
- Impasse de l'Ange
- Rue des Anges
- Rue des Anglais
- Rue d'Ans
- Rue de l'Arbre Courte Joie
- Rue de l'Arbre Sainte-Barbe
- Pont des Arches
- Rue des Argilières
- Rue de l'Armistice
- Quai des Ardennes
- Rue des Artisans
- Place des Arzis
- Rue des Ateliers
- Rue des Augustins
- Impasse de l'Avenir
- Rue des Aveugles
- Boulevard d'Avroy
- Rue d'Awans

- Haut – A
- B
- C
- D
- E
- F
- G
- H
- I
- J
- K
- L
- M
- N
- O
- P
- Q
- R
- S
- T
- U
- V
- W
- X
- Y
- Z
- 0-9

## B
- Impasse Babylone
- Quai du Bac
- Rue Bailleux
- Quai Banning
- Rue Barbe-d'Or
- Rue Henri Baron
- Rue Charles Bartholomez
- Rue Bas-Rhieu
- Rue Basse-Sauvenière
- Rue Basse-Wez
- Rue Bassenge
- Rue Bastin
- La Batte[2]
- Rue du Batty
- Place du Batty
- Rue des Bayards
- Rue du Beau Hêtre
- Rue du Beau-Mur
- Rue Toussaint Beaujean
- Avenue de Beaumont
- Rue Beauregard
- Rue des Beaux Arts
- Rue Oscar Beck
- Rue des Bedennes
- Rue Beeckman
- Rue des Bégards
- Place des Béguinages
- Rue du Bel Horizon
- Rue de la Belle Jardinière
- Passerelle La Belle Liégeoise
- Rue Belvaux
- Rue des Bénédictines
- Bergerue
- Rue Bernalmont
- Place Nicolas Bernimolin
- Rue Bernimolin
- Rue Bidaut
- Rue Billy
- Rue des Blés
- Rue Henri Blès
- Avenue Blonden
- Rue Bodson
- Place Mathieu Bodson
- Rue Mathieu Bodson
- Impasse Boileau
- Rue Bois Gotha
- Rue Bois-l'Évêque
- Rue Bois la Dame
- Rue de Bois-de-Breux
- Quai Bonaparte
- Rue Bonne-Femme
- Rue Bonne Fortune
- Rue Bonne Nouvelle
- Rue des Bonnes-Villes
- Rue des Bons Enfants
- Rue Bontemps
- Rue Adolphe Borgnet
- Quai Henri Borguet
- Rue du Bosquet
- Rue de la Boucherie
- Rue Théodore Bouille
- Rue Louis Boumal
- Rue de Bourgogne
- Rue Alex Bouvy
- Parc de la Boverie
- Quai de la Boverie
- Rue François Bovesse
- Rue Bovy
- Rue Brahy
- Rue Branche-Planchard
- Rue des Brasseurs
- Rue Jacques Brel
- Place Henriette Brenu
- Pont de Bressoux
- Rue Brialmont
- Rue de Bruxelles
- Rue Auguste Buisseret
- Rue des Buissons
- Passage Charles Bury
- Rue Jean Bury
- Rue de la Butte

- Haut – A
- B
- C
- D
- E
- F
- G
- H
- I
- J
- K
- L
- M
- N
- O
- P
- Q
- R
- S
- T
- U
- V
- W
- X
- Y
- Z
- 0-9

## C
- Rue des Cailloux
- Ruelle des Cailloux
- Rue du Calvaire
- Rue de Campine
- Impasse des Camus
- Impasse du Canal
- Rue Capitaine
- Escalier des Capucins
- Impasse des Capucins
- Rue Cardinal Cardijn
- Rue Carlier
- Rue des Carmes
- Place des Carmes
- Rue Paul-Joseph Carpay
- Rue du Carré
- Rue de la Casquette
- Place de la Cathédrale
- Rue de la Cathédrale
- Chemin des Cèdres
- Rue des Célestines
- Voisinage des Cellites
- Allée de la Cense Rouge
- Rue du Centenaire
- Rue Chafnay
- Rue Hector Chainaye
- Impasse de la Chaîne
- Rue de la Chaîne
- Impasse du Champion
- Rue des Champs
- Clos Chanmurly
- Rue Chapeauville
- Rue des Chapelains
- Rue de la Chapelle
- Rue Chapelle-des-Clercs
- Clos des Chardonnerets
- Rue de la Charité
- Rue Charlemagne
- Thier de la Chartreuse
- Chemin du Château
- Rue du Château Massart
- Rue de Chaudfontaine
- Chaussée des Prés
- Rue  Chauve-Souris
- Rue du Chéra
- Chéravoie
- Rue Chéri
- Rue de Chestret
- Rue du Cheval Blanc
- Rue Chevaufosse
- Rue de Chèvremont
- Chemin des Chevreuils
- Rue Chiff d'Or
- Allée de la Chimie
- Quai Churchill
- Rue Winston Churchill
- Rue de la Cité
- Rue des Clarisses
- Rue Georges-Clemenceau
- Place Pierre Clerdent
- Cloîtres Sainte-Croix
- Rue des Cloutiers
- Place Cockerill
- Rue Coclers
- Avenue de Cointe
- Rue Émile Collard
- Rue Isi Collin
- Rue de la Colline
- Rue Colompré
- Boulevard de Colonster
- Rue Comhaire
- Rue du Commandant Marchand
- Rue du Commandant Naessens
- Rue de la Commune
- Rue du Confluent
- Place du Congrès
- Boulevard de la Constitution
- Rue du Coq
- Rue Coqraimont
- Rue Corémolin
- Rue Hippolyte Cornet
- Rue de Cornillon
- Quai de Coronmeuse
- Place Coronmeuse
- Rue des Cortils
- Rue Côte d'Or
- Rue des Cotillages
- Rue Hubert Coune
- Rue Counotte
- Rue Coupée
- Rue Cour Petit
- Impasse de la Couronne
- Rue des Cours
- Rue Courtois
- Rue du Couvent
- Rue de Cracovie
- Rue Jules Cralle
- Place Crève-Cœur
- Rue Crève-Cœur
- Impasse Croctay
- Rue Victor Croisier
- Rue des Croisiers
- Avenue de la Croix Rouge
- Rue des Croix-de-Guerre
- Rue Théodore Cuitte
- Rue Curtius
- Impasse du Cygne
- Rue des Cytises

- Haut – A
- B
- C
- D
- E
- F
- G
- H
- I
- J
- K
- L
- M
- N
- O
- P
- Q
- R
- S
- T
- U
- V
- W
- X
- Y
- Z
- 0-9

## D
- Rue Walthère Damery
- Rue Darchis
- Rue Dartois
- Rue Dassonville
- Place Joseph de Bronckart
- Rue Louis de Geer
- Avenue Constantin de Gerlache
- Rue Ernest de Bavière
- Rue de Berghes
- Rue de Berloz
- Rue de Bex
- Place Joseph de Bronckart
- Rue Théodore de Bry
- Rue de Chestret
- Rue Albert de Cuyck
- Rue Henri de Dinant
- Rue Defrêcheux
- Quai de Gaulle
- Place Louis de Geer
- Rue de Gueldre
- Rue de Harlez
- Boulevard Émile de Laveleye
- Rue Henri de Louvain
- Rue de Pitteurs
- Rue de Sélys
- Rue de Steppes
- Rue de Trazegnies
- Boulevard Jean de Wilde
- Rue Adrien de Witte
- Rue Ovide Decroly
- Rue Bailly Deflandre
- Rue Defrance
- Degrés des Tisserands
- Rue Dehin
- Rue Fernand Dehousse
- Place Joseph Dejardin
- Rue Joseph Dejardin
- Rue Joseph Delbœuf
- Place Delcour
- Rue Delfosse
- Rue Jean Delvoye
- Rue Gilles Demarteau
- Rue René Demoitelle
- Rue Joseph Demoulin
- Boulevard Hector Denis
- Rue Hector Denis
- Degrés des Dentellières
- Place des Déportés
- Rue Louise Derache
- Quai de la Dérivation
- Tunnel sous la Dérivation
- Rue de Sluse
- Rue Ferdinand Desoer
- Avenue Maurice Destenay
- Rue Destriveaux
- Rue Devant l'Aîte
- Rue Paul Devaux
- Rue Deveux
- Rue Walthère Dewé
- Rue du Diamant
- Rue du Diable
- Avenue Émile Digneffe
- Rue Jean Dister
- Rue Docteur Bordet
- Rue des Dominicains
- Rue Donceel
- Rue Auguste Donnay
- Rue Joseph Donneaux
- Rue Dony
- Rue Dos-Fanchon
- Rue Dossin
- Rue Dothée
- Boulevard de Douai
- Rue Douffet
- Boulevard du Douzième de Ligne
- Impasse des Drapiers
- Place Émile Dupont
- Place Sylvain Dupuis
- Rue Duvivier
- Rue d'Harscamp
- Allée Edgard d'Hont
- Rue Jean d'Outremeuse

- Haut – A
- B
- C
- D
- E
- F
- G
- H
- I
- J
- K
- L
- M
- N
- O
- P
- Q
- R
- S
- T
- U
- V
- W
- X
- Y
- Z
- 0-9

## E
- Rue des Éburons
- Rue des Écoles
- Rue des Écoliers
- Rue des Églantiers
- Place de l'Église
- Place d'Elmer
- Impasse d'Elmer
- Rue d'Embourg
- Rue En Bois
- Rue En Mi La Ville
- Rue de l'Enclos
- Rue de l'Enseignement
- Rue de l'Épée
- Allée des Érables
- Rue Éracle
- Rue de l'Ermitage
- Rue de l'Espérance
- Boulevard de l'Est
- Rue de l'État-Tiers
- Rue Jean Étienne
- Rue de l'Étuve
- Esplanade de l'Europe
- Rue de l'Évêché

- Haut – A
- B
- C
- D
- E
- F
- G
- H
- I
- J
- K
- L
- M
- N
- O
- P
- Q
- R
- S
- T
- U
- V
- W
- X
- Y
- Z
- 0-9

## F
- Rue Fabry
- Ruelle Falihe
- Rue Nicolas Fassin
- Favechamps
- Chemin de la Ferme
- Rue Ferme Tambour
- Féronstrée
- Avenue Francisco Ferrer
- Pont de Fétinne
- Rue de Fétinne
- Rue de Fexhe
- Rue Firquet
- Rue de Fléron
- Rue Stanislas Fleussus
- Rue Florimont
- Place du Flot
- Rue Foidart
- Rue Fond du Chat
- Rue Fond Houlleux
- Rue Fond-Pirette
- Rue Fond Saint-Servais
- Rue Fond des Tawes
- Thier de la Fontaine
- Avenue de Fontainebleau
- Rue des Fontaines-Roland
- Rue Forgeur
- Rue des Fories
- Rue du Fort de Loncin
- Rue des Fortifications
- Rue Fosse aux Raines
- Boulevard Fosse-Crahay
- Rue des Fossés
- Rue du Fourneau
- Pont de Fragnée
- Rue de Fragnée
- Rue Louis Fraigneux
- Place des Franchises
- Rue César Franck
- Boulevard Frankignoul
- Rue Léon Frédéricq
- Rue aux Frênes
- Rue Frère-Michel
- Boulevard Frère-Orban
- Rue Frésart
- Boulevard de Froidmont
- Rue Fusch
- Place des Fusillés

- Haut – A
- B
- C
- D
- E
- F
- G
- H
- I
- J
- K
- L
- M
- N
- O
- P
- Q
- R
- S
- T
- U
- V
- W
- X
- Y
- Z
- 0-9

## G
- Rue de Gaillarmont
- Place Gallo-Romaine
- Rue Garde-Dieu
- Rue Gaucet
- Quai de Gaulle
- Rue du Général Bertrand
- Rue Général Charles Collyns
- Rue du Général de Gaulle
- Place du Général Leman
- Rue du Général Modard
- Rue des Genêts
- Rue Émile Gérard
- Rue Gérardrie
- Rue du Géron
- Place Gît le Coq
- Rue des Glacis
- Quai Gloesener
- Place Théodore Gobert
- Rue Nicolas Goblet
- Quai de la Goffe
- Rue de la Goffe
- Rue Charles Gothier
- Impasse Graindor
- Rue Gramme
- Square Gramme
- Rue Grande-Bêche
- Rue Grande-Tour
- Grande Traverse
- Rue Grandgagnage
- Rue Élise Grandprez
- Rue du Gravier
- Rue des Gravillons
- Rue Gravioule
- Rue Gaston Grégoire
- Rue Grétry
- Rue des Grignoux
- Rue du Gros Gland
- Pont des Grosses Battes
- Rue Lambert Grisard
- Place des Guillemins
- Rue des Guillemins

- Haut – A
- B
- C
- D
- E
- F
- G
- H
- I
- J
- K
- L
- M
- N
- O
- P
- Q
- R
- S
- T
- U
- V
- W
- X
- Y
- Z
- 0-9

## H
- Rue Joseph Halkin
- Rue de la Halle
- Rue Hamal
- Rue de la Haminde
- Rue Walthère Hannay
- Avenue Jean Hans
- Rue Léopold Harzé
- Rue Jean Haust
- Boulevard des Hauteurs
- Rue du Haut-Pré
- Place du Haut-Pré
- Rue Haute-Sauvenière
- Rue Haute-Wez
- Rue Hazinelle
- Rue Hemricourt
- Rue Valère Hénault
- Cour Henaux
- Rue Ferdinand Hénaux
- Rue Henkart
- Rue Hennequin
- Rue Hennet
- Rue Joseph Henrion
- Rue Jean Hermesse
- Rue des Héros
- Rue de Herve
- Rue de Hesbaye
- Avenue du Hêtre
- Rue Hézelon
- Place des Hirondelles
- Place Hocheporte
- Rue Hocheporte
- Rue Auguste Hock
- Rue Joseph Hodeige
- Rue Hongrée
- Avenue de l'Hôpital
- Rue Hors-Château
- Place Hors-Ville
- Rue de l'Hôtel de Ville
- Rue des Houblonnières
- Rue Eugène Houdret
- Avenue Victor Hugo
- Rue Hullos
- Rue Charles Horion
- Rue Adelin et Jules Husson

- Haut – A
- B
- C
- D
- E
- F
- G
- H
- I
- J
- K
- L
- M
- N
- O
- P
- Q
- R
- S
- T
- U
- V
- W
- X
- Y
- Z
- 0-9

## I
- Rue de l'Île Monsin
- Place Georges Ista
- Place d'Italie
- Rue des Ixellois

- Haut – A
- B
- C
- D
- E
- F
- G
- H
- I
- J
- K
- L
- M
- N
- O
- P
- Q
- R
- S
- T
- U
- V
- W
- X
- Y
- Z
- 0-9

## J
- Rue Jacob-Makoy
- Place Andréa Jadoulle
- Rue Walthère Jamar
- Rue Jambe de Bois
- Rue Louis Jamme
- Rue Paul Janson
- Rue du Jardin-Botanique
- Rue Joseph Jaspar
- Rue Jean Jaurès
- Rue Auguste Javaux
- Rue Louise Jehotte
- Rue Joffre
- Rue de Joie
- Rue Auguste Joiret
- Impasse Jonckeu
- Rue Jondry
- Rue Jonfosse
- Rue des Jonquilles
- Jonruelle
- Rue de la Justice

- Haut – A
- B
- C
- D
- E
- F
- G
- H
- I
- J
- K
- L
- M
- N
- O
- P
- Q
- R
- S
- T
- U
- V
- W
- X
- Y
- Z
- 0-9

## K
- Pont Kennedy
- Rue Nicolas Kinet
- Rue Martin Luther King
- Boulevard Gustave Kleyer
- Rue Henri Koch
- Quai Godefroid Kurth

- Haut – A
- B
- C
- D
- E
- F
- G
- H
- I
- J
- K
- L
- M
- N
- O
- P
- Q
- R
- S
- T
- U
- V
- W
- X
- Y
- Z
- 0-9

## L
- Rue Gaston Laboulle
- Rue Joseph Lacroix
- Rue Mathieu Laensbergh
- Rue Julien Lahaut
- Rue Lairesse
- Avenue de la Laiterie
- Rue Walthère Lallemand
- Rue Lamarck
- Rue Lambert-le-Bègue
- Rue Lambinon
- Boulevard Jules de Laminne
- Rue de Lantin
- Rue Large
- Rue Sébastien Laruelle[3]
- Rue Latour
- Lavaniste Voie
- Boulevard Émile de Laveleye
- Rue du Laveu
- Rue Achille Lebeau
- Rue Denis Lecocq
- Rue François Lefèbvre
- Rue de la Légia
- Rue Charles Lejeune
- Rue Lejeune
- Rue Jean Lemasuy
- Rue Lemille
- Rue Camille Lemonier
- Passage Lemonnier
- Rue Léopold
- Rue Lesoinne
- Place de la Libération
- Place de la Liberté
- Rue de la Liberté
- Rue Libotte
- Pont de Liège
- Avenue de Lille
- Rue du Limbourg
- Rue de la Limite
- Rue de la Linière
- Rue Lohest
- Rue de la Loi
- Rue Justin Lenders
- Rue Lombard
- Rue Lambert Lombard
- Rue de Londres
- Quai de Longdoz
- Rue Lonhienne
- Rue Louvrex
- Rue Lulay-des-Fèbvres
- Avenue du Luxembourg
- Rue des Lys

- Haut – A
- B
- C
- D
- E
- F
- G
- H
- I
- J
- K
- L
- M
- N
- O
- P
- Q
- R
- S
- T
- U
- V
- W
- X
- Y
- Z
- 0-9

## M
- Rue de la Madeleine
- Quai de Maestricht
- Rue Maghin
- Rue Alfred Magis
- Impasse Magnée
- Rue Charles Magnette
- Avenue Albert Mahiels
- Rue Maillard
- Rue Jacob-Makoy
- Rue Servais Malaise
- Rue du Mambour
- Rue Mandeville
- Rue des Maraîchers
- Quai Marcellis
- Place du Marché
- Rue Joseph Marcotty
- Rue Adolphe Maréchal
- Place du Maréchal Foch
- Rue des Marêts
- Rue Ernest Marneffe
- Pont Mativa
- Quai Mativa
- Rue Matrognard
- Rue Henri Maus
- Rue Méan
- Rue Daussoigne Mehul
- Rue Mère-Dieu
- Avenue Joseph Merlot
- Rue des Métiers
- Rue des Meuniers
- Rue de Meuse
- Square Alfred Micha
- Rue Armand Michaux
- Rue Léon Mignon
- Cour des Mineurs
- Rue des Mineurs
- Cour des Minimes
- Thier des Minimes
- Rue Mississipi
- Rue Albert Mockel
- Rue Molinvaux
- Impasse du Monde retourné
- Pont-barrage de Monsin
- Rue du Mont-de-Piété
- Mont Saint-Martin
- Rue de la Montagne
- Montagne de Bueren
- Montagne Sainte-Walburge
- Boulevard Montéfiore
- Rue Monulphe
- Rue Moray
- Cour Moreau
- Rue de Moresnet
- Rue Charles Morren
- Rue Mosselman
- Rue du Moulin
- Rue du Mouton Blanc
- Quai Mozart
- Rue Mueseler
- Rue de Mulhouse

- Haut – A
- B
- C
- D
- E
- F
- G
- H
- I
- J
- K
- L
- M
- N
- O
- P
- Q
- R
- S
- T
- U
- V
- W
- X
- Y
- Z
- 0-9

## N
- Rue Nagelmackers
- Rue Naimette
- Rue des Naiveux
- Rue de Namur
- Rue Naniot
- Rue Natalis
- Place des Nations-Unies
- Rue Marie-Louise Naveau
- Place Xavier Neujean
- Rue Neuve
- Rue des Neuves Brassines
- En Neuvice
- Rue Ferdinand Nicolay
- Rue Jean Nihoul
- Rue Jean-Mathieu Nisen
- Rue Roger Noiset
- Allée des Noisetiers
- Rue du Nord-Belge
- Rue Frédéric Nyst
- Rue Nysten

- Haut – A
- B
- C
- D
- E
- F
- G
- H
- I
- J
- K
- L
- M
- N
- O
- P
- Q
- R
- S
- T
- U
- V
- W
- X
- Y
- Z
- 0-9

## O
- Rue des Oblats
- Pont de l'Observatoire
- Avenue de l'Observatoire
- Rue des Œillets
- Place de l'Opéra
- Avenue des Ormes
- Rue d'Ougrée
- Quai Orban
- Boulevard de l'Ourthe
- Quai de l'Ourthe
- Rue de l'Ourthe
- Rue Jean d'Outremeuse

- Haut – A
- B
- C
- D
- E
- F
- G
- H
- I
- J
- K
- L
- M
- N
- O
- P
- Q
- R
- S
- T
- U
- V
- W
- X
- Y
- Z
- 0-9

## P
- Sentier de Paienporte
- Rue du Palais
- Rue Panaye
- Rue du Pâquier
- Rue Paradis
- Rue du Parc
- Rue de Paris
- Rue du Parlement
- Rue Louis Pasteur
- Rue Patenier
- Rue François Paul
- Rue Félix Paulsen
- Rue Péclers
- Au Péri
- Rue du Perron
- Avenue du Petit Bourgogne
- Rue Petite-Bêche
- Impasse Petite Neuvice
- Avenue de Péville
- Rue Nicolas Philippe
- Boulevard Léon Philippet
- Allée de la Physique
- Rue Pied-du-Pont-des-Arches
- Rue Pied-du-Thier-à-Liège
- Aux Piedroux
- Rue Piedbœuf
- Boulevard Piercot
- Rue Pierreuse
- Rue Nicolas Pietkin
- Rue Henri Pirenne
- Rue Pirette
- Rue Joseph Pirotte
- Place Hubert Pissard
- Rue de Pitteurs
- Rue du Plan Incliné
- Avenue des Platanes
- Rue Plumier
- Rue des Pocheteux
- Boulevard Raymond Poincaré
- Rue Mathieu Polain
- Rue de la Pompe
- Rue Regnier-Poncelet
- Rue Auguste Ponson
- Rue du Pont
- Rue Pont d'Avroy
- Rue Pont d'Île
- Rue du Pont de Wandre
- Rue Pont Saint-Nicolas
- Rue Porte-aux-Oies
- Rue Porte-Grumsel
- Rue de Porto
- Rue du Pot d'Or
- Rue du Potay
- Potiérue
- Rue de la Poule
- Rue Pouplin
- Avenue du Pré Aily
- Rue des Prébendiers
- Rue Pré Binet
- Rue des Prémontrés
- Chaussée des Prés
- Rue des Prés
- Rue du Presbytère
- Place Joseph Prévers
- Rue Principale
- Rue de la Province
- Rue Publémont
- Rue du Puits
- Rue Puits-en-Sock

- Haut – A
- B
- C
- D
- E
- F
- G
- H
- I
- J
- K
- L
- M
- N
- O
- P
- Q
- R
- S
- T
- U
- V
- W
- X
- Y
- Z
- 0-9

## Q
- Rue des Quatorze Verges
- Boulevard du Quatorzième de Ligne

- Haut – A
- B
- C
- D
- E
- F
- G
- H
- I
- J
- K
- L
- M
- N
- O
- P
- Q
- R
- S
- T
- U
- V
- W
- X
- Y
- Z
- 0-9

## R
- Rue de Rabosée
- Boulevard Jean-Théodore Radoux
- Rue Raes-de-Heers
- Rue Raikem
- Rue Ramoux
- Rue Joseph Raskin
- Rue Armand Rassenfosse
- Rue des Récollets
- Boulevard du Rectorat
- Passerelle de la Régence
- Rue de la Régence
- Rue Regnier-Poncelet
- Avenue Reine Élisabeth
- Rue Georges Rem
- Quai Julien Rémont
- Rue Édouard Remouchamps
- Rue des Remparts
- Rue Joseph Remy
- Rue Oscar Rémy
- Impasse Renard
- Rue André Renard
- Rue Renardi
- Rue Rennequin-Sualem
- Rue Jeanne Renotte
- Rue de Renory
- Viaduc de Renory
- Rue Renoz
- Place de la République française
- Rue de la Résistance
- Rue Herman Reuleaux
- Rue du Rêwe
- Rue Reynier
- Quai de la Ribuée
- Rue Jean Riga
- Rivage-en-Pot
- Rue des Rivageois
- Cour Roba
- Rue de Robermont
- Rue Robertson
- Rue de Rocourt
- Rue Rodgy Thier
- Avenue Charles Rogier
- Pont du Roi Albert
- Quai du Roi Albert
- Ruelle Rolans
- Quai de Rome
- Rue de Rome
- Quai Roosevelt
- Rue de la Rose
- Rue de Rotterdam
- Rue Roture
- Rue Rouleau
- Avenue de la Rousselière
- Rue Rouveroy
- Rue Joseph Rulot
- Rue Rutxhiel

- Haut – A
- B
- C
- D
- E
- F
- G
- H
- I
- J
- K
- L
- M
- N
- O
- P
- Q
- R
- S
- T
- U
- V
- W
- X
- Y
- Z
- 0-9

## S
- Rue Saint-Adalbert
- Cour Saint-Antoine
- Place Saint-Barthélemy
- Rue Saint-Barthélemy
- Place Saint-Christophe
- Place Saint-Denis
- Rue Saint-Denis
- Rue Saint-Éloi
- Place Saint-Étienne
- Rue Saint-Étienne
- Rue Saint-Gangulphe
- Rue Saint-Georges
- Cour Saint-Gilles
- Rue Saint-Gilles
- Rue Saint-Hubert
- Place Saint-Jacques
- Rue Saint-Jean-en-Isle
- Rue Saint-Julien
- Place Saint-Lambert
- Rue Saint-Laurent
- Parc Saint-Léonard
- Quai Saint-Léonard
- Rue Saint-Léonard
- Pont Saint-Léonard
- Rue Saint-Martin-en-Île
- Rue Saint-Maur
- Place Saint-Michel
- Rue Saint-Michel
- Rue Saint-Nicolas
- Place Saint-Paul
- Rue Saint-Paul
- Quai Saint-Paul-de-Sinçay
- Place Saint-Pholien
- Degrés Saint-Pierre
- Rue Saint-Pierre
- Rue Saint-Remacle
- Rue Saint-Remy
- Rue Saint-Séverin
- Rue Saint-Thomas
- Rue Saint-Vincent
- Rue Sainte-Aldegonde
- Rue Sainte-Barbe
- Quai Sainte-Barbe
- Boulevard Sainte-Beuve
- Rue Sainte-Catherine
- Rue Sainte-Croix
- Rue Sainte-Marguerite
- Rue Sainte-Marie
- Rue Sainte-Ursule
- Place Sainte-Véronique
- Rue Sainte-Véronique
- Montagne Sainte-Walburge
- Place Sainte-Walburge
- Rue Sainte-Walburge
- Rue du Sart Tilman
- Boulevard Saucy
- Rue Saumery
- Boulevard de la Sauvenière
- Thier Savary
- Rue Schmerling
- Rue Théodore Schwann
- Rue de Sclessin
- Rue de la Scorre
- Place Jules Seeliger
- Rue des Semailles
- Rue de Seraing
- Rue de Serbie
- Rue Sergent Merx
- Chemin du Silence
- Rue Georges Simenon
- Place Henri Simon
- Rue Eugène Simonis
- Rue Simonon
- Rue de la Sirène
- Allée du Six Août
- Rue de Sluse
- Rue Sœurs-de-Hasque
- Rue Sohet
- Boulevard Ernest Solvay
- Rue Ernest Solvay
- Rue Jean Somers
- Rue Denis Sotiau
- Rue Étienne Soubre
- Rue Sous-l'Eau
- Rue Sous les Vignes
- Rue Souverain-Pont
- Rue de Souverain-Wandre
- Rue de Spa
- Rue Nicolas Spiroux
- Allée des Sports
- Rue du Stade
- Rue du Stalon
- Rue Stappers
- Rue de la Station
- Rue de Stavelot
- Rue Charles Steenebruggen
- Rue Armand Stévart
- Rue Armand Stouls
- Rue Strailhe
- Rue François Struvay
- Rue Sualem
- Rue Suavius
- Rue Surlet
- Rue Sur-la-Fontaine
- Rue Sur-les-Foulons
- Quai Sur-Meuse

- Haut – A
- B
- C
- D
- E
- F
- G
- H
- I
- J
- K
- L
- M
- N
- O
- P
- Q
- R
- S
- T
- U
- V
- W
- X
- Y
- Z
- 0-9

## T
- Rue des Tanneurs
- Quai des Tanneurs
- Rue des Tawes
- Rue du Terris
- Rue Léonard Terry
- Place du Tertre
- Rue Tête-de-Bœuf
- Rue du Thier-à-Liège
- Rue Gustave Thiriart
- Rue Marcel Thiry
- Boulevard César Thomson
- Rue Georges Thone
- Rue Thône
- Rue de Tilff
- Avenue des Tilleuls
- Rue de Tilleur
- Rue Fernand Tilquin
- Quai François Timmermans
- Rue du Tir
- Degrés des Tisserands
- Espace Tivoli
- Rue de la Tombe
- Chaussée de Tongres
- Rue de la Tonne
- Rue Tour-en-Bêche
- Rue Tournant-Saint-Paul
- Chemin du Trèfle
- Rue Léon Troclet
- Rue des Trois Rivages
- Avenue Georges Truffaut
- Rue Joseph Truffaut
- Rue de Turin

- Haut – A
- B
- C
- D
- E
- F
- G
- H
- I
- J
- K
- L
- M
- N
- O
- P
- Q
- R
- S
- T
- U
- V
- W
- X
- Y
- Z
- 0-9

## U
- Rue de l'Université
- Esplanade de l'Université
- Rue des Urbanistes
- Impasse des Ursulines
- Rue de l'Usine

- Haut – A
- B
- C
- D
- E
- F
- G
- H
- I
- J
- K
- L
- M
- N
- O
- P
- Q
- R
- S
- T
- U
- V
- W
- X
- Y
- Z
- 0-9

## V
- Rue du Val Benoît
- Rue Valdor
- Quai Édouard Van Beneden
- Passage Albert Van den Berg
- Chaussée Émile Vandervelde
- Rue Émile Vandervelde
- Rue Varin
- Rue Vaudrée
- Rue de la Vaussale
- Rue Velbruck
- Clos du Vélodrome
- Rue des Vennes
- Impasse Venta
- Quai Vercour
- Rue Jules-Verne
- Rue du Vertbois
- Place Verte
- Rue Verte Houmeresse
- Rue Verte-Voie
- Rue de Verviers
- Vieille Voie de Tongres
- Place de la Vieille Montagne
- Rue Vieille Montagne
- Vieux Chemin de Fléron
- Rue du Vieux Mayeur
- Impasse du Vieux Pont des Arches
- Rue Henri Vieuxtemps
- Impasse de la Vignette
- Rue du Village
- Rue Villette
- Rue Vinâve
- Vinâve d'Île[4]
- Place du Vingt-Août
- Rue des Vingt-Deux
- Rue de la Violette
- Rue de Visé
- Rue Visé-Voie
- Place Vivegnis
- Rue Vivegnis
- Rue Volière
- Rue de Vottem
- Impasse de Vottem
- Rue Joseph Vrindts

- Haut – A
- B
- C
- D
- E
- F
- G
- H
- I
- J
- K
- L
- M
- N
- O
- P
- Q
- R
- S
- T
- U
- V
- W
- X
- Y
- Z
- 0-9

## W
- Rue de la Wache
- Rue Wacheray
- Rue Édouard Wacken
- Rue Waleffe
- Quai de Wallonie
- Rue des Wallons
- Pont de Wandre
- Rue de Waroux
- Rue Jean Warroquiers
- Quai Joseph Wauters
- Rue Joseph Wauters
- Rue Wazon
- Rue Wesphal
- Rue de Wetzlar
- Rue Wibrin
- Rue Wiertz
- Place Joseph Willem
- Rue Maurice Wilmotte

- Haut – A
- B
- C
- D
- E
- F
- G
- H
- I
- J
- K
- L
- M
- N
- O
- P
- Q
- R
- S
- T
- U
- V
- W
- X
- Y
- Z
- 0-9

## X
- Rue de la Xhavée
- Rue Xhovémont
- Place du XX-Août

- Haut – A
- B
- C
- D
- E
- F
- G
- H
- I
- J
- K
- L
- M
- N
- O
- P
- Q
- R
- S
- T
- U
- V
- W
- X
- Y
- Z
- 0-9

## Y
- Rue Eugène Ysaye
- Place de l'Yser

- Haut – A
- B
- C
- D
- E
- F
- G
- H
- I
- J
- K
- L
- M
- N
- O
- P
- Q
- R
- S
- T
- U
- V
- W
- X
- Y
- Z
- 0-9

## Z
- Haut – A
- B
- C
- D
- E
- F
- G
- H
- I
- J
- K
- L
- M
- N
- O
- P
- Q
- R
- S
- T
- U
- V
- W
- X
- Y
- Z
- 0-9

## 0-9
- Chemin n° 1
- Chemin n° 13
- Place du 20-Août

- Haut – A
- B
- C
- D
- E
- F
- G
- H
- I
- J
- K
- L
- M
- N
- O
- P
- Q
- R
- S
- T
- U
- V
- W
- X
- Y
- Z
- 0-9